# Штрассен (Австрія)
Штрассен — містечко й громада округу Лієнц в землі Тіроль, Австрія.
Штрассен лежить на висоті 1099 над рівнем моря і займає площу 17,05 км². Громада налічує 827 мешканців.
Густота населення 49/км².
Громада лежить у долині Пуштерталь.
Округ Лієнц, до якого належить Штрассен, називається також Східним Тіролем. Від основної частини землі,
Західного Тіролю, його відділяє смуга Південного Тіролю, що належить Італії.
У місті є залізнична станція.
|                                   |
| Штрассен на мапі округу та землі. |

 Адреса управління громади: Dorfstraße 15, 9918 Strassen (Tirol).